# Koningin Maudgolf
De Koningin Maudgolf is een baai in de Noordelijke IJszee gelegen in Nunavut in het noorden van Canada. Het ligt tussen de noordkust van het Canadese vasteland, de zuidoostelijke hoek van Victoria-eiland en ten zuidwesten van Koning Willemeiland.
Aan het westelijke uiteinde ligt Cambridge Bay, wat leidt naar Dease-straat. In het oosten ligt Simpson Strait en in het noorden Victoria Strait. 
Het is de thuisbasis van het trekvogelreservaat Queen Maud Gulf Migratory Bird Sanctuary. De baai ligt in de mariene ecoregio Beaufort-Amundsen-Viscount Melville-Koningin Maud.

## Geschiedenis
In 1839 werd het doorkruist door Peter Warren Dease en Thomas Simpson. Het werd in 1905 door de Noorse ontdekkingsreiziger Roald Amundsen genoemd naar de Noorse koningin Maud van Wales.
Het wrak van de HMS Erebus van Franklins verloren expeditie van 1845 om de Noordwestelijke Doorvaart te vinden, werd in 2014 gevonden. Het wrak ligt op de bodem van het oostelijke deel van de Koningin Maudgolf, ten westen van O'Reilly Island.